# Ceratophysella varians
Ceratophysella varians är en urinsektsart som först beskrevs av Stach 1967.  Ceratophysella varians ingår i släktet Ceratophysella och familjen Hypogastruridae. Inga underarter finns listade i Catalogue of Life.